# Kõdesi
Kõdesi – wieś w Estonii, w prowincji Tartu, w gminie Alatskivi.